# نودین (مینه‌سوتا)
نودین (به انگلیسی: Nodine) یک منطقهٔ مسکونی در ایالات متحده آمریکا است که در New Hartford Township واقع شده‌است. نودین ۳۸۸٫۹۳ متر بالاتر از سطح دریا واقع شده‌است.